# Cranston
Cranston és una població dels Estats Units a l'estat de Rhode Island. Segons el cens del 2000 tenia 79.269 habitants.

## Demografia
Segons el cens del 2000, Cranston tenia 79.269 habitants, 30.954 habitatges, i 20.243 famílies. La densitat de població era de 1.071,3 habitants per km².
Dels 30.954 habitatges en un 28,7% hi vivien nens de menys de 18 anys, en un 49,2% hi vivien parelles casades, en un 12,5% dones solteres, i en un 34,6% no eren unitats familiars. En el 29,4% dels habitatges hi vivien persones soles el 13,1% de les quals corresponia a persones de 65 anys o més que vivien soles. El nombre mitjà de persones vivint en cada habitatge era de 2,41 i el nombre mitjà de persones que vivien en cada família era de 3,01.
Per edats la població es repartia de la següent manera: un 21,6% tenia menys de 18 anys, un 7,7% entre 18 i 24, un 31,5% entre 25 i 44, un 22% de 45 a 60 i un 17,3% 65 anys o més.
L'edat mitjana era de 39 anys. Per cada 100 dones de 18 o més anys hi havia 95,9 homes.
La renda mitjana per habitatge era de 44.108$ i la renda mitjana per família de 55.241$. Els homes tenien una renda mitjana de 40.031$ mentre que les dones 28.279$. La renda per capita de la població era de 21.978$. Aproximadament el 5,6% de les famílies i el 7,3% de la població estaven per davall del llindar de pobresa.

## Poblacions més properes
El següent diagrama mostra les poblacions més properes.